# 10950 Альберт'янсен
10950 Альберт'янсен (4049 P-L, 1992 DC9, 10950 Albertjansen) — астероїд головного поясу.
Тіссеранів параметр щодо Юпітера — 3,159.